# آلبورخ
أَلْبُرخ (بالهولندية: Aalburg) بلدية سابقة جنوبيَّ هولندا في إقليم شمال بَرَابَنْت. أُحدثت في عام 1973 بتوحيد ثلاث بلديات، لتتّحد هي أيضا في عام 2019 ببلديتَيْ فِرْكِنْدَامَ وفَاوَدْرِيخَم مكوِّنةً بلدية أَلْطِنَا. تقع البلدية في أرض هُسْدُن وأَلْطِنا ويحدها نهران هما ماس برخن جنوبا والماس المسدود شرقا.

## تجمعات سكانية
- بَابِلُونِيَانَبْرُوك (مستنقع البابليين)
- دَرُونَلْن
- إِيتَن
- خَنْدَرَن
- مَيْوَن
- فين
- فيك إن ألبرخ

## أعلام
- دانيال روزنبوم دفريش